# Episodi de Le situazioni di Lui & Lei

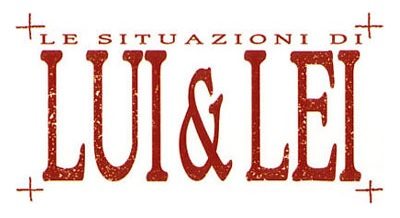
Logo italiano della serie

Lista degli episodi de Le situazioni di Lui & Lei, anime tratto dall'omonimo manga di Masami Tsuda, trasmesso in Giappone su TV Tokyo dal 2 ottobre 1998 al 26 marzo 1999. In Italia è stato trasmesso su MTV, nel contenitore Anime Night, dal 2 aprile al 31 dicembre 2002; è stato reso disponibile in streaming sulla web tv on demand Popcorn TV a partire dal 20 dicembre 2010 senza limiti di tempo. Inoltre gli episodi sono stati pubblicati anche su TIMvision, piattaforma a pagamento per la visione tramite IPTV o internet, e su VVVVID.
La sigla di apertura, Tenshi no yubikiri (天使のゆびきり?), è interpretata da Mai Fukuda, mentre quella di chiusura, Yume no naka e (夢の中へ?), da Atsuko Enomoto (Yukino) e Chihiro Suzuki (Soichiro); per l'ep. 25 in chiusura viene utilizzata Kaze hiita yoru (風邪ひいた夜?) di Yuki Watanabe (Tsukino) e Maria Yamamoto (Kano).
La particolarità dell'edizione italiana è il fatto che sono le doppiatrici italiane di Tsukino e Kano (Francesca Manicone e Domitilla D'Amico) dal vivo a leggere le anticipazioni di ogni episodio, mentre nelle altre edizioni estere vengono doppiate le scene con le doppiatrici originali giapponesi.

## Lista episodi
| Nº                                              | Titolo italiano Giapponese 「Kanji」 - Rōmaji - Traduzione letterale | In onda          | In onda          |
| Nº                                              | Titolo italiano Giapponese 「Kanji」 - Rōmaji - Traduzione letterale | Giapponese       | Italiano         |
| ACT 1.0                                         | Le situazioni di Lei 「彼女の事情」 - Kanojo no jijō – "Le situazioni di Lei" | 2 ottobre 1998   | 2 aprile 2002    |
| ACT 1.0                                         | Yukino Miyazawa è una studentessa modello, bella, elegante e raffinata, molto popolare nella sua scuola. Tuttavia tutto ciò è una maschera: la ragazza è, infatti, l'opposto di quello che appare, viziata, pigra e testarda, e presa in giro per la vanità che manifesta fuori casa dalle sorelle minori, Kano e Tsukino, e i genitori, Miyako e Hiroyuki. Il suo comportamento è dovuto al fatto che ella vuole essere letteralmente adorata da tutti e non sopporta la competizione con nessuno. La rivalità, però, arriva all'inizio delle superiori con l'incontro con Soichiro Arima, che diventa in poco tempo famoso e rispettato tra gli studenti. Egli, al contrario, è di natura molto cortese e disponibile nei confronti di tutti. Arima si dichiara a Yukino, ma questa lo respinge e ne gioisce, perché in questo modo sa di essere amata e quindi riesce a essergli superiore. Quando il ragazzo, però, la va a trovare a casa, scopre la sua vera personalità, facendo sprofondare nella disperazione Yukino. |                  |                  |
| ACT 2.0                                         | Un segreto in comune 「二人の秘密」 - Futari no himitsu – "Il segreto di entrambi" | 9 ottobre 1998   | 9 aprile 2002    |
| ACT 2.0                                         | Yukino è ossessionata dall'idea che Arima possa dire in giro quello che ha scoperto. Anch'egli si rivela il contrario di quello che appare, ovvero subdolo e furbo, e ne approfitta per ricattare e costringere la ragazza a svolgere le sue mansioni. I due così passano molto tempo insieme e Yukino inizia a provare qualcosa per lui. A scuola e a casa cominciano a girare delle voci su una possibile relazione tra loro. Yukino, però, si stanca di essere sfruttata: Arima allora ammette di averla ricattata solo per poterle parlare e passare del tempo insieme a lei. In seguito a questa rivelazione, i due diventano molto amici. |                  |                  |
| ACT 3.0                                         | Le ragioni di Lui 「彼氏の事情」 - Kareshi no jijō – "Le situazioni di Lui" | 16 ottobre 1998  | 16 aprile 2002   |
| ACT 3.0                                         | Yukino e Arima sono ormai molto amici e si presentano alle rispettive famiglie. Tutto ad un tratto però lui si mostra distante e lei non ne capisce il motivo; successivamente Soichiro si scusa e le rileva le ragioni del suo malessere: abbandonato dai suoi veri genitori, è stato adottato dagli zii paterni ed è diventato uno studente modello per non deluderli. Conoscere la famiglia di Yukino ha rievocato in lui questi ricordi dolorosi. Così i due capiscono di avere più cose in comune di quanto pensano e si ripromettono di abbandonare la maschera indossata e di farsi vedere per quello che sono. Inoltre Arima ammette di amarla ancora, nonostante sia molto diversa da quello che credeva, ma Yukino non gli dà una risposta. |                  |                  |
| ACT 4.0                                         | Il grande problema di Lei 「彼女の難題」 - Kanojo no nandai – "Il grande problema di Lei" | 23 ottobre 1998  | 23 aprile 2002   |
| ACT 4.0                                         | Yukino, pentita di non aver risposto alla sua dichiarazione, tenta in tutti i modi di confessare i suoi sentimenti ad Arima, ma tutti i suoi piani falliscono; in realtà, nel profondo del suo cuore, teme di essere rifiutata perché ha distrutto l'immagine che il ragazzo aveva di lei, e questo la porta a non concludere nulla. Consigliata da Kano, il massimo che riesce a fare è prendergli la mano: da quel momento, però, i due si mettono insieme. |                  |                  |
| ACT 5.0 - ACT 5.5                               | Labirinto quotidiano 「日々の迷宮」 - Hibi no meikyū – "Labirinto quotidiano"L'ambizione di Lui 「彼の野望」 - Kare no yabō – "L'ambizione di Lui" | 30 ottobre 1998  | 30 aprile 2002   |
| ACT 5.0 - ACT 5.5                               | Nella prima parte si svolgono i preparativi per la festa dello sport a scuola, che non lascia a Arima e Miyazawa molto tempo da passare insieme; in quel poco che hanno, lui è molto dolce e bacia la ragazza per la prima volta sulla guancia. Nella seconda parte, passata la festa, Yukino si accorge della presenza a scuola di Hideaki Asaba, un amico di Arima che, insieme a lui, è uno dei ragazzi più ambiti del primo anno. Il rapporto tra i due è fin dall'inizio molto litigioso e Asaba sostiene che presto o tardi Arima si accorgerà di stare con la ragazza sbagliata. Arima, vedendo Yukino triste per quanto gli ha detto Asaba, intima a questi di lasciare in pace la sua fidanzata. Lui e Yukino poi si danno appuntamento per andare al cinema, ma la ragazza lo aspetta invano, perché Arima ha avuto un contrattempo; incontra invece Asaba, che si scusa e le propone di fare pace. |                  |                  |
| ACT 6.0                                         | La tua voce mi cambia 「僕を変える、君の声」 - Boku wo kaeru, kimi no koe – "Mi cambia, la tua voce" | 6 novembre 1998  | 7 maggio 2002    |
| ACT 6.0                                         | Arrivano le vacanze, e Yukino e Arima continuano a frequentarsi. Yukino apprezza di lui che sia perfetto e gentile; Arima ammira l'originalità di lei. Arima però inizia a pensare di non essere il ragazzo giusto per Yukino e diventa molto insicuro, soprattutto quando la vede scherzare con Asaba. Alla fine i due finalmente si baciano, dopo essersi promessi di poter contare sempre l'uno sull'altra. |                  |                  |
| ACT 7.0                                         | Un solco tra loro due 「二人の阻隔」 - Futari no sokaku – "Una barriera tra i due" | 13 novembre 1998 | 14 maggio 2002   |
| ACT 7.0                                         | Yukino e Arima ottengono un voto molto più basso del loro solito in un esame e attribuiscono la colpa ai loro continui appuntamenti. Il consiglio disciplinare si accorge del calo del loro rendimento scolastico e, poiché la loro relazione sembra controproducente, intima a entrambi a lasciar perdere e a pensare al futuro. Yukino e Arima si oppongono con tutte le loro forze. Vengono interpellati i genitori che, nonostante l'insistenza del preside, appoggiano i figli. |                  |                  |
| ACT 8.0 - ACT 0.5                               | Vita quotidiana di Lei 「彼女の日常」 - Kanojo no nichijō – "Vita quotidiana di Lei"Sotto i ciliegi in piena fioritura 「桜の林の満開の下」 - Sakura no hayashi no mankai no shita – "Sotto la piena fioritura dei ciliegi" | 20 novembre 1998 | 21 maggio 2002   |
| ACT 8.0 - ACT 0.5                               | Nella prima parte viene descritta la giornata tipica di Yukino. Lei e Arima decidono di rimettersi a studiare seriamente per recuperare il tempo perso. Quando si ritrovano a casa di lui si baciano appassionatamente. Nella seconda parte Arima ripensa a com'era la sua vita prima di conoscere e innamorarsi di Yukino. |                  |                  |
| ACT 9.0                                         | Espiazione del moratorium 「モラトリアムの贖罪」 - Moratoriamu no shokuzai – "Espiazione del moratorium" | 27 novembre 1998 | 28 maggio 2002   |
| ACT 9.0                                         | Maho Izawa, una compagna di classe, insinua nelle altre ragazze il sospetto che Yukino non mostri la sua vera personalità e le induce a pensare che sia stata tanto furba da ingannarle per conquistare Arima e Asaba. Le ragazze iniziano a dimostrarsi ostili con la povera Yukino. Ella sa che la loro reazione dipende dal fatto che in passato non ha mai voluto rivelarsi con nessuno e sopporta la situazione senza lamentarsene. Esce allo scoperto anche Tsubasa Shibahime, una ragazza molto bella da sempre innamorata di Arima, che ha tutte le intenzioni di separarlo da Yukino. |                  |                  |
| ACT 10.0                                        | Tutto ha inizio adesso 「すべてはこれから」 - Subete wa korekara – "Tutto ha inizio adesso" | 4 dicembre 1998  | 4 giugno 2002    |
| ACT 10.0                                        | Le compagne di classe continuano a ignorare Yukino. Arima, venutone a conoscenza, vuole risolvere il problema, ma lei rifiuta il suo aiuto. Inoltre la ragazza deve subire l'ira di Tsubasa, che tenta in tutti i modi di allontanarla da Arima. Le amiche di questa, Tsubaki Sakura, Rika Sena e Aya Sawada, si accorgono che Yukino è in realtà una brava persona e fanno amicizia con lei, con grande dispiacere di Tsubasa. Maho, arrabbiata per le nuove amicizie di ella e per averle tolto il titolo di migliore nella scuola, viene finalmente affrontata da Yukino, uscendone sconfitta; le altre compagne cominciano a rendersi conto di essere state usate e si scusano. Tsubasa una volta per tutte dichiara il suo amore a Arima che non si era mai accorto di nulla, Yukino fa amicizia perfino con Maho e alla fine le cose migliorano. |                  |                  |
| ACT 11.0 - ACT 11.5                             | Alla fine del 1º trimestre 「１学期の終わりに」 - 1-gakki no owari ni – "Alla fine del 1º trimestre"All'inizio delle vacanze estive 「夏の休みの始まりに」 - Natsu no yasumi no hajimari ni – "All'inizio delle vacanze estive" | 11 dicembre 1998 | 11 giugno 2002   |
| ACT 11.0 - ACT 11.5                             | Arriva l'estate e Arima avrà un importante incontro di kendō a livello nazionale e non potrà vedere Yukino per un intero mese; lei decide di occuparsi del rapporto con le sue nuove amiche Tsubaki, Rika, Aya, Tsubasa e Maho. La ragazza si accorge di non avere alcun talento se non nello studio, quando scopre che Tsubaki è una bravissima giocatrice di pallavolo, Rika confeziona abiti, mentre Aya è già una scrittrice professionista. Tsubasa, invece, pare averla presa in simpatia dal momento che non si stacca un attimo da lei, e a fine giornata le dice che si trasferirà per un po' a casa sua per evitare il padre, che ha intenzione di risposarsi con una donna che non le piace. |                  |                  |
| ACT 12.0                                        | Il luogo della felicità 「仕合わせの在処」 - Shiawase no arika – "Il luogo della felicità" | 18 dicembre 1998 | 18 giugno 2002   |
| ACT 12.0                                        | Tsubaki cerca di far ragionare Tsubasa, ma lei non sente ragioni e così sia lei che Maho restano ospiti a casa Miyazawa. La famiglia riceve la visita del padre di Tsubasa che si scusa infinitamente e spiega la situazione. Anche la futura moglie, Hiromi Ikeda, ha un figlio della stessa età, Kazuma, che approva il matrimonio solo se questo farà la felicità della madre. |                  |                  |
| ACT 13.0                                        | Principio della felicità 「幸せの主観」 - Shiawase no shukan – "Principio della felicità" | 25 dicembre 1998 | 25 giugno 2002   |
| ACT 13.0                                        | Tsubasa decide di tornare a casa e fa pace col padre, pur non essendo entusiasta del fatto che si sposi. Alla cena tra le due famiglie fanno la conoscenza di Kazuma, ma la serata non finisce bene dal momento che il ragazzo crede la nuova sorella sia una bambina delle medie, o meglio ancora delle elementari, facendola infuriare moltissimo. Quando si conoscono meglio però, lui e Tsubasa capiscono di essere molto simili, di aver sofferto la solitudine e di aver bisogno di qualcuno accanto, e fanno amicizia facilmente, passando il pomeriggio a casa Ikeda. Successivamente, quando parla con Hiromi, Tsubasa capisce che è una brava donna e decide di acconsentire al matrimonio, che avviene poco dopo. |                  |                  |
| ACT 14.0 - ACT 14.3                             | La storia fino a oggi (prima parte) 「これまでのお話 （前編）」 - Koremade no ohanashi (zenpen) – "La storia fino a oggi (prima parte)"La storia fino a oggi (seconda parte) 「これまでのお話 （中編）」 - Koremade no ohanashi (chūhen) – "La storia fino a oggi (seconda della prima parte)" | 30 dicembre 1998 | 1º ottobre 2002  |
| ACT 14.0 - ACT 14.3                             | È un riassunto degli episodi precedenti, dal primo all'ottavo, con tanto di sondaggi sul gradimento. |                  |                  |
| ACT 14.6 - ACT 15.0                             | La storia fino a oggi (terza parte) 「これまでのお話 （後編）」 - Koremade no ohanashi (kōhen) – "La storia fino a oggi (seconda parte)"Quello che si sente oltre alla voce 「声の向こうに見えるもの」 - Koe no mukō ni mieru mono – "Quello che si sente oltre alla voce" | 8 gennaio 1999   | 15 ottobre 2002  |
| ACT 14.6 - ACT 15.0                             | La prima parte è un riassunto degli episodi precedenti, dal nono al tredicesimo, con tanto di sondaggi sul gradimento. Nella seconda parte Yukino e Arima continuano a sentirsi per telefono e pare che a lui tutto stia andando bene. Lei riceve una visita di Asaba; parlandoci assieme, scopre che egli vive da solo dal momento che non è mai andato d'accordo con il padre, nonostante lo mantenga economicamente. Ciò porta alla mente di Yukino anche la situazione familiare in cui si trova Arima, iniziando a pensare di essere fortunata ad avere una famiglia unita e chiedendosi fino a che punto conosca il fidanzato. |                  |                  |
| ACT 16.0 - ACT 16.½                             | Una linea protesa verso l'eternità 「永遠の点綴」 - Towa no tentsuduri – "Una linea protesa verso l'eternità" | 15 gennaio 1999  | 22 ottobre 2002  |
| ACT 16.0 - ACT 16.½                             | La famiglia Miyazawa si reca a trovare il nonno materno; questi e Hiroyuki non sono mai andati d'accordo fin da quando lui ha iniziato ad uscire con la figlia e la lotta è ancora in atto. Il fatto di essere nella loro città natale fa tornare in mente a Hiroyuki molti ricordi legati alla sua infanzia ed adolescenza: era pestifero da piccolo e si divertiva a spaventare gli altri bambini; egli perse i genitori fin da subito e viveva con suo nonno, che purtroppo morì di vecchiaia. Sono anche gli anni in cui conosce Miyako, che rincontra poi alle scuole medie e superiori, con cui si sposa dopo il diploma. |                  |                  |
| ACT 17.0                                        | Il ritorno di lui 「彼（か）の去来」 - Kare (ka) no kyorai – "Il ritorno di lui" | 22 gennaio 1999  | 29 ottobre 2002  |
| ACT 17.0                                        | Yukino si sente debole e passiva di fronte al pensiero di Arima che si impegna con tutto se stesso per raggiungere il suo obiettivo; solo Maho, unica amica ad avere un ragazzo, capisce le sue preoccupazioni. Finalmente arriva il tanto atteso giorno del ritorno di Arima, il quale è diventato più alto, maturo ed è il nuovo campione nazionale di kendo. I due escono insieme e lei si accorge di amarlo più di prima, vorrebbe confessarglielo, ma non ci riesce; così lui la vede distaccata e se ne preoccupa. Alla fine però entrambi riescono a confidarsi e si avvicinano più di prima. |                  |                  |
| ACT 18.0                                        | Evoluzione 「シン・カ」 - Shin-ka – "Progresso" | 29 gennaio 1999  | 5 novembre 2002  |
| ACT 18.0                                        | È l'anniversario della morte del nonno paterno di Arima e lui deve affrontare l'incontro con gli altri membri della famiglia che lo considerano una persona senza alcun valore; solo Yukino lo crede importante e si accorge di aver bisogno della sua presenza e di voler fare l'amore con lei. Impulsivo glielo comunica e poi si pente per paura di averla spaventata; alla fine però i due cedono al dolce desiderio. Nonostante questo però il suo incubo più ricorrente è quello che lo vede perseguitato dalla sua parte malvagia, ereditata dai genitori corrotti. |                  |                  |
| ACT 19.0                                        | 14 DAYS·1 「１４ＤＡＹＳ・１」 - 14 DAYS·1 – "14 GIORNI·1" | 5 febbraio 1999  | 12 novembre 2002 |
| ACT 19.0                                        | È ricominciata la scuola e non sembra sia cambiato nulla dal trimestre precedente a parte il fatto che c'è un nuovo studente: Takefumi Tonami. Pare però che questo ragazzo abitasse già in città ed infatti è una vecchia conoscenza di Rika, Aya e Tsubaki. Sono in atto i preparativi per la festa della cultura i vincitori della quale avranno diritto ad un interessante premio e così c'è guerra tra i rappresentanti di classe; infine Aya propone di mettere in scena una sceneggiatura scritta di suo pugno. |                  |                  |
| ACT 20.0                                        | 14 DAYS·2 「１４ＤＡＹＳ・２」 - 14 DAYS·2 – "14 GIORNI·2" | 12 febbraio 1999 | 19 novembre 2002 |
| ACT 20.0                                        | Da piccolo Takefumi era un bambino piccolo e grassottello e tutti lo prendevano in giro; anche Tsubaki lo sfruttava e lo trattava male. Quando lui, prima di trasferirsi, ha scoperto che gli stava vicino solo su richiesta della maestra se la prende molto e se ne va pieno di rancore. Al suo ritorno invece è alto, magro, bravissimo sia nel basket che a scuola e Tsubaki quasi non lo riconosce; Takefumi conosce già anche Arima per cui, da piccolo, aveva una vera e propria adorazione. Lui sembra sia l'unico contento di vederlo e lo presenta a Yukino e ad Asaba. |                  |                  |
| ACT 21.0                                        | 14 DAYS·3 「１４ＤＡＹＳ・３」 - 14 DAYS·3 – "14 GIORNI·3" | 19 febbraio 1999 | 26 novembre 2002 |
| ACT 21.0                                        | Aya continua ad insistere per mettere in scena lo spettacolo, ma Yukino e Maho non vogliono assolutamente accettare; quando la prima legge la trama però decide di provare. Tsubaki invece sembra riconoscere nel nuovo studente arrivato il vecchio Tonami e comincia ad sentire un sentimento di rivalità nei suoi confronti. Lui ha solo intenzioni di vendicarsi e di umiliarla per quanto successo in passato e per questo si è dato tanta pena per cambiare in modo così radicale; Yukino capisce i suoi sforzi e decide di appoggiarlo nonostante sia amica di Tsubaki. Arima sembra geloso dell'amicizia formatasi tra Yukino e Tonami, ma lei lo rassicura dicendogli di amare solo e soltanto lui. |                  |                  |
| ACT 22.0                                        | 14 DAYS·4 「１４ＤＡＹＳ・４」 - 14 DAYS·4 – "14 GIORNI·4" | 26 febbraio 1999 | 3 dicembre 2002  |
| ACT 22.0                                        | Soltanto Maho è ancora riluttante ad accettare, ma Yukino la fa cedere con dei mezzi molto subdoli: ritira in ballo l'episodio in cui in seguito all'imbeccata di Maho era stata esclusa ed ignorata dalle compagne di classe. Iniziano così i preparativi per l'evento. Anche Asaba si propone di aiutare con le scenografie per la recita. Yukino e Tonami intanto si accorgono di essere molto simili. Arima è molto geloso del loro avvicinamento e si sente sempre più messo da parte pur non dandolo a vedere; soltanto Asaba pare accorgersi dei suoi pensieri. |                  |                  |
| ACT 23.0                                        | 14 DAYS·5 「１４ＤＡＹＳ・５」 - 14 DAYS·5 – "14 GIORNI·5" | 5 marzo 1999     | 10 dicembre 2002 |
| ACT 23.0                                        | Manca solo una settimana alla festa della cultura ed i preparativi procedono in modo spedito. Tonami invece finalmente dichiara a Tsubaki il perché ce l'abbia tanto con lei: ha intenzione di dimostrarle di essere molto più bravo negli sport di quanto non sia mai stata lei. Ma la ragazza è piena di fiducia in se stessa ed è convinta delle sue capacità, perciò non prende sul serio l'affronto. |                  |                  |
| ACT 24.0 - ACT. 24.25 - ACT. 24.50 - ACT. 24.75 | Un episodio diverso dai precedenti 「今までと違うお話」 - Imamade to chigau ohanashi – "Una storia diversa fino ad adesso"Riassunto delle puntate precedenti 「Il capitolo del cielo」 「これまでのおさらい 『天ノ巻』」 - Koremade no osarai "Ten no maki" – "Il riassunto fino a oggi "Capitolo del cielo""Riassunto delle puntate precedenti 「Il capitolo della terra」 「これまでのおさらい 『地ノ巻』」 - Koremade no osarai "Ji no maki" – "Il riassunto fino a oggi "Capitolo della terra""Riassunto delle puntate precedenti 「Il capitolo degli uomini」 「これまでのおさらい 『人ノ巻』」 - Koremade no osarai "Hito no maki" – "Il riassunto fino a oggi "Capitolo delle persone"" | 12 marzo 1999    | 17 dicembre 2002 |
| ACT 24.0 - ACT. 24.25 - ACT. 24.50 - ACT. 24.75 | Nella prima parte Yukino pensa di non aver tenuto fede al suo proposito di cambiare dal momento che è ancora piena di ambizioni e si chiede se anche Arima abbia la sua stessa impressione; anche lui ha le stesse convinzioni, ma poi capiscono che in realtà stanno cambiando, passo dopo passo, ogni giorno. Nella seconda, terza e quarta parte viene presentato l'ennesimo riassunto delle puntate precedenti. |                  |                  |
| ACT 25.0                                        | Un episodio diverso dai precedenti (II) 「これまでと違うお話」 - Koremade to chigau ohanashi – "Una storia diversa da adesso" | 19 marzo 1999    | 24 dicembre 2002 |
| ACT 25.0                                        | Un episodio visto dal punto di vista di Kano, la sorella minore di Yukino, che narra di una sua spiacevole situazione: la terribile sensazione di essere pedinata. Pare che sia una ragazza ed i familiari le mettono in testa l'idea che possa essere innamorata di lei. Infine si scopre che la ragazza non la seguiva, ma doveva fare la stessa strada per rincasare e il pedinamento era un'idea di Tsukino e di Yurika, un'amica di Kano, per farle uno scherzo. |                  |                  |
| ACT 26.0                                        | 14 DAYS·6 「１４ＤＡＹＳ・６」 - 14 DAYS·6 – "14 GIORNI·6" | 26 marzo 1999    | 31 dicembre 2002 |
| ACT 26.0                                        | Tonami non capisce perché Tsubaki dica di non odiarlo come capita a lui né il perché improvvisamente abbia avuto l'impulso di baciarla; si avvicina molto anche a Yukino, mettendo in crisi Arima, ed Asaba lo mette in guardia. Arima infatti è molto geloso di chiunque si metta tra lui e Yukino, la vorrebbe tutta per sé, ma allo stesso tempo desidera che lei non scopra questi suoi pensieri; pare che il suo lato oscuro abbia preso il sopravvento, ma l'intervento di Asaba sistema tutto. Tonami intanto si accorge di essere da sempre innamorato di Tsubaki. |                  |                  |